# San Esteban (Olancho)
San Esteban é uma cidade hondurenha do departamento de Olancho.